# Стойчо Недков
Стойчо Недков е български футболист и треньор. Играе като дясно крило и десен бек. Възпитаник е на школата на Левски и НСА. От лятото на 2022 година е състезател на ФК Сливнишки герой.

## Младежки Години
Недков започва да се занимава със спорт на 7-годишна възраст, когато родителите му го записват в отбора на Левски по плуване в София. Треньор му е легендата Георги Енчев. Енчев забелязва, че мускулатурата му не принадлежи на плувец, а на футболист, и убеждава родителите му да го прехвърлят в школата по футбол. В последвалите години Недков се установява като основен играч и капитан на Левски-Раковски, отбелязвайки 90 гола в 142 мача.
През есента на 2004 г. за първи път бива споменан в медиитe след като вкарва победния гол във вратата на Георги Петков по време на контрола между юношите и мъжете на Левски, в която юношите побеждават с 1:0. През същия сезон печели титлата като отбелязва 14 гола в 20 мача.

## Професионална Кариера
При спечелването на титлата с юношите, Недков е забелязан от съгледвачи на елитния португалския клуб Академика (Коимбра) и е поканен на проби. След пристигането му в Португалия се оказва, че квотата за играчи извън ЕС е запълнена, което не му позволява да подпише договор.
Връща се в България където изиграва по един сезон в Септември и Вихрен преди да замине за Кипър през 2007 г. Там играе за третодивизионния Орфеас (Никозия), където вкарва 15 гола и се класират за по-горната дивизия.
През 2011 г. се присъединява към отбора на Витоша (Бистрица), с който печели Купата на аматьорската лига.
През 2017 г. Недков завършва НСА с треньорски профил, придобива лиценз от УЕФА и постъпва като треньор в частна школа.